# Bílsko (okres Strakonice)
Bílsko (německy Bilsko) je obec v okrese Strakonice v Jihočeském kraji. Leží zhruba 4,5 kilometru severozápadně od Bavorova a 8,5 kilometru západně od Vodňan. Žije v ní 208 obyvatel. 

## Historie
První písemná zmínka o obci pochází z roku 1352. Vladyka Ondřej z Bílska byl purkrabím na hradě Helfenburk v roce 1395. Matka Petra Chelčického také pocházela z Bílska (podle předpokladu).

## Přírodní poměry
Obec se rozkládá v Bavorovské vrchovině na soutoku Bílského potoka s potokem Měkyneckým, v kotlině obklopené kopci Neděliště (602 metrů, na jihozápadě), Kraseka (555 metrů, na severu), Hrad (667 metrů, na severovýchodě) a Jelení vrch (545 metrů, na východě). Skrze Bílsko prochází silnice II/140, spojující Bavorov a Písek.

## Obyvatelstvo
| Rok            | 1869 | 1880 | 1890 | 1900 | 1910 | 1921 | 1930 | 1950 | 1961 | 1970 | 1980 | 1991 | 2001 | 2011 | 2021 |
| -------------- | ---- | ---- | ---- | ---- | ---- | ---- | ---- | ---- | ---- | ---- | ---- | ---- | ---- | ---- | ---- |
| Počet obyvatel | 551  | 607  | 566  | 569  | 577  | 585  | 506  | 372  | 326  | 257  | 258  | 229  | 206  | 215  | 199  |
| Počet domů     | 82   | 93   | 97   | 99   | 98   | 99   | 99   | 101  | 85   | 81   | 73   | 93   | 99   | 102  | 102  |

## Místní části
Obec Bílsko se skládá ze tří částí na třech katastrálních územích:
- Bílsko (k. ú. Bílsko u Vodňan)
- Netonice (i název k. ú.)
- Záluží (k. ú. Záluží u Vodňan)

V letech 1850–1920 a od 1. dubna 1976 do 23. listopadu 1990 k obci patřily i Chrást a Pivkovice, od 1. dubna 1967 do 23. listopadu 1990 Měkynec, od 1. ledna 1974 do 31. prosince 1991 Budyně a od 1. dubna 1976 do 23. listopadu 1990 také Radějovice.

## Pamětihodnosti
- Dominantou vesnice je kostel svatého Jakuba Většího, který je zmiňován už v roce 1350 jako farní. V roce 1630 byl opraven.
- Několik statků ve stylu selského baroka
- Usedlost čp. 25
- Boží muka

## Galerie

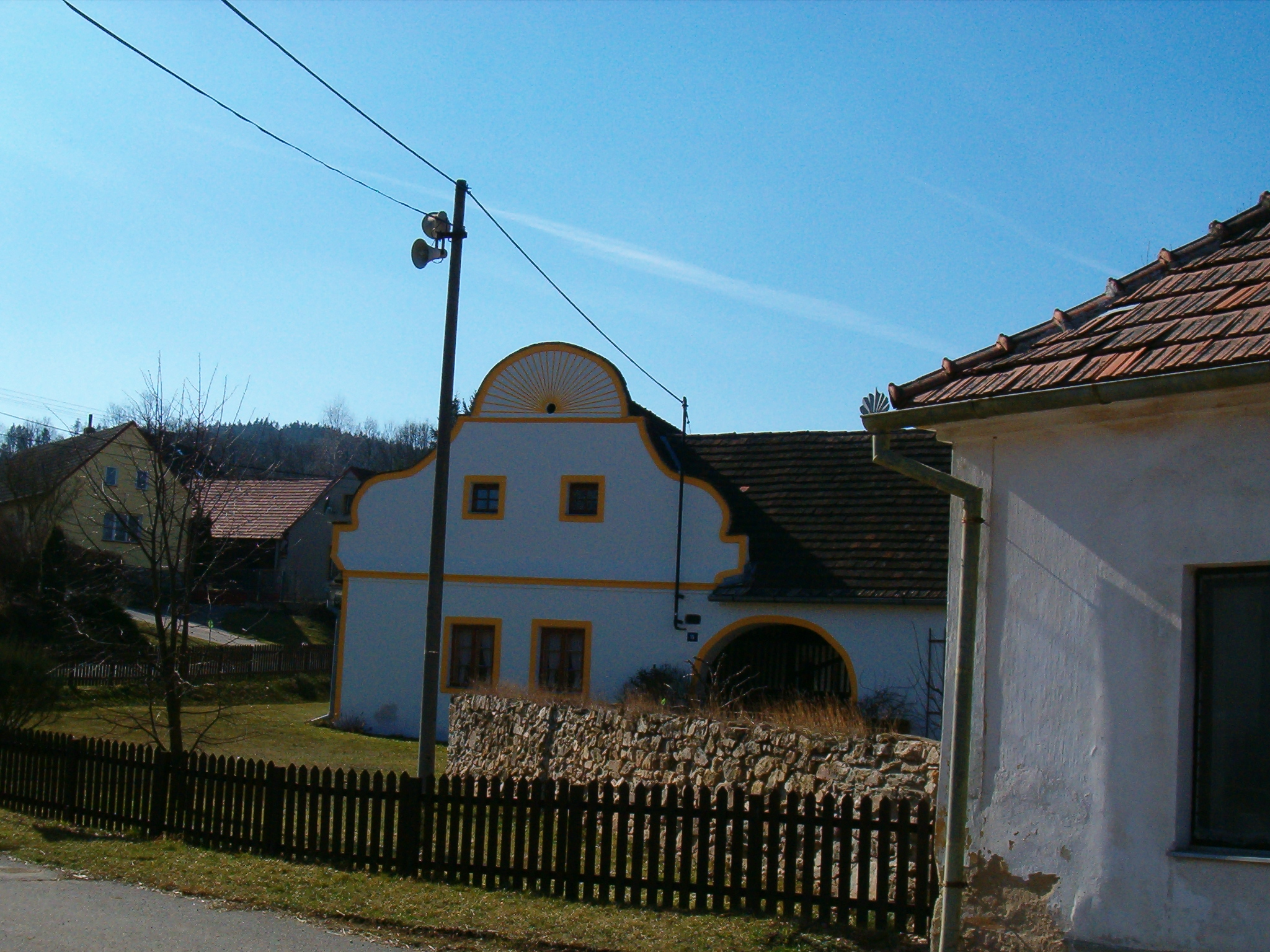
Rekonstruovaná dobová chalupa
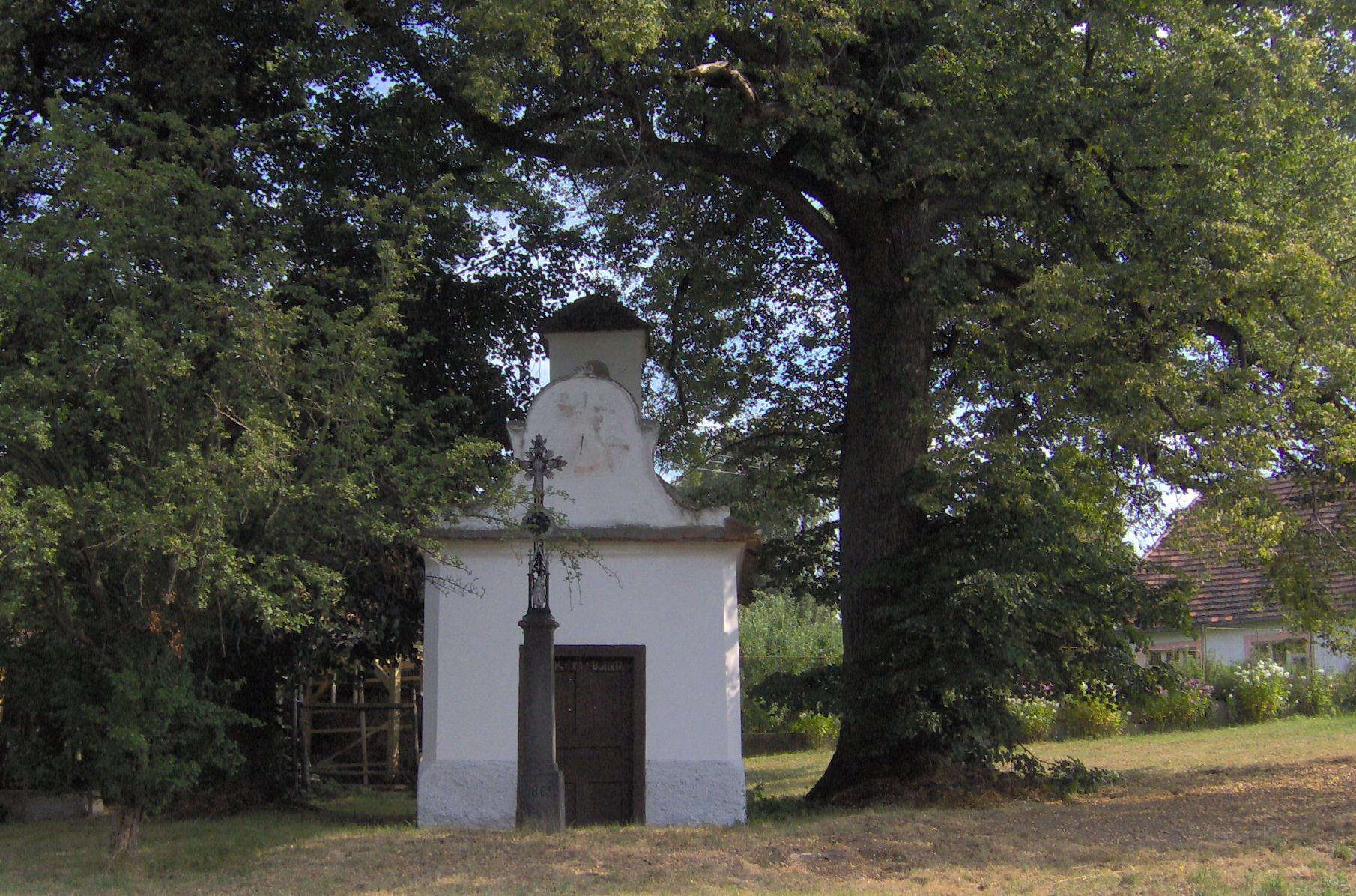
Kaple v Záluží
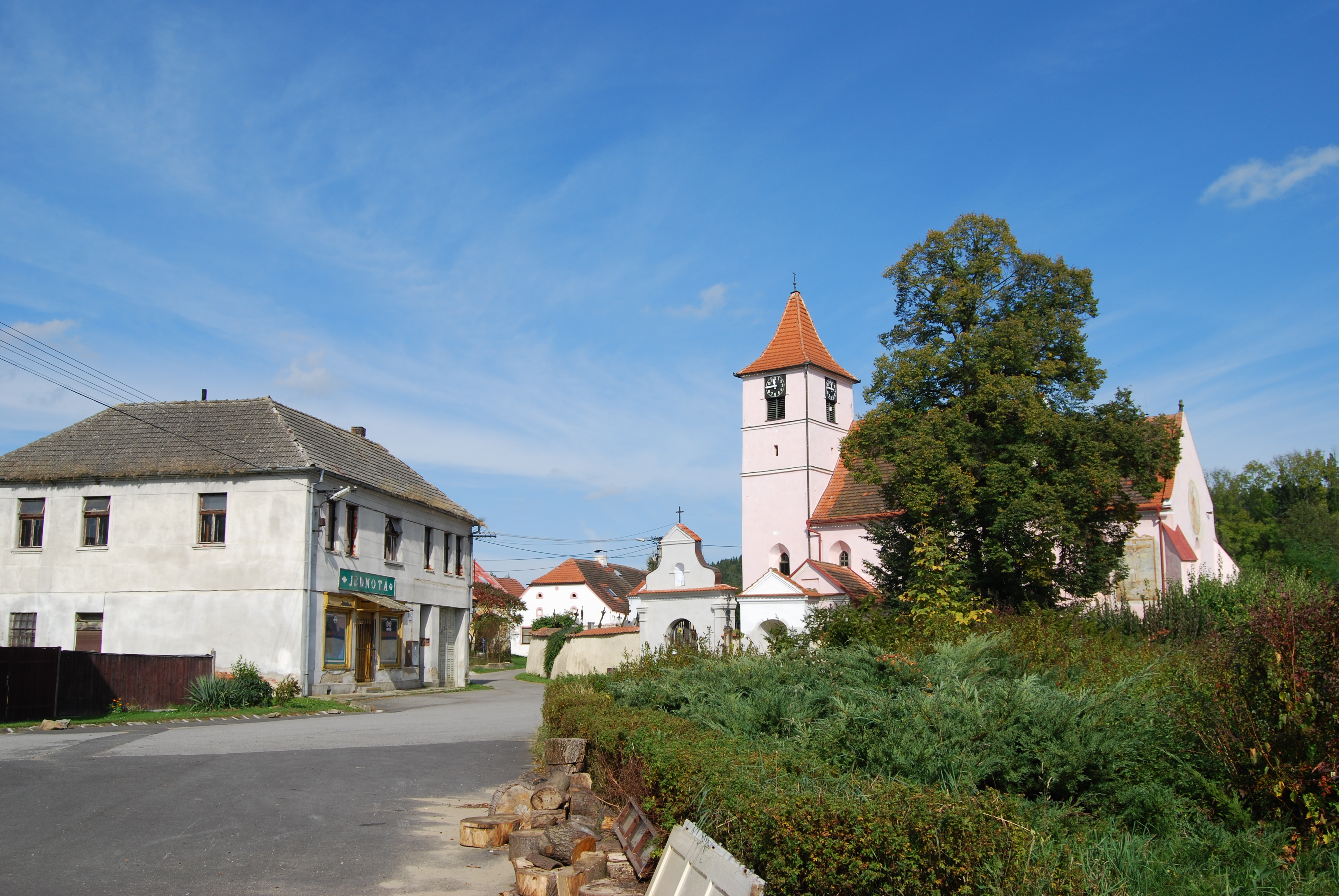
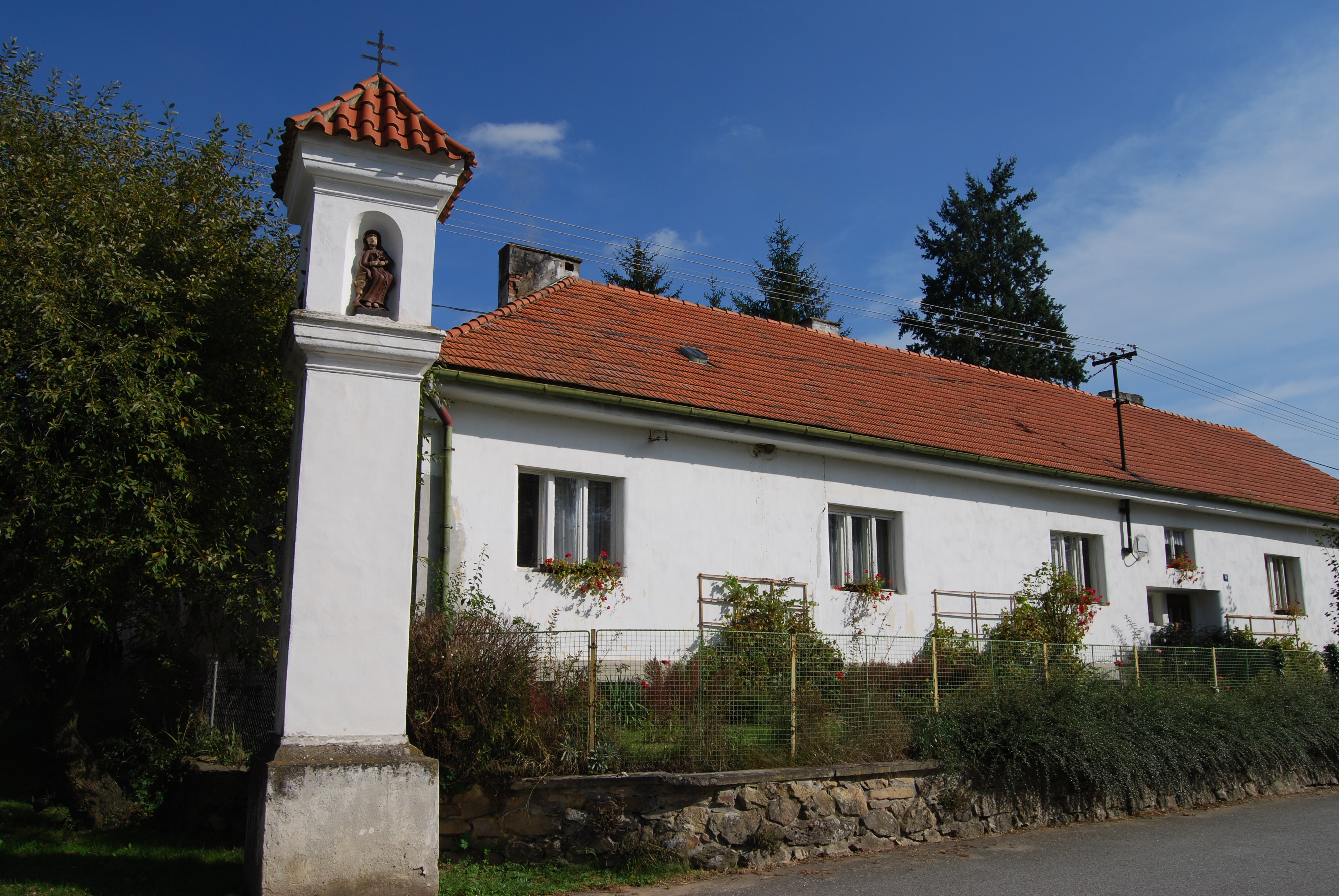